# Michael Almereyda
Michael Almereyda (Overland Park, 1960) é um diretor de cinema estado-unidense.
Em 2000, dirigiu seu filme mais conhecido, Hamlet, adaptação à peça homônima de William Shakespeare, com Ethan Hawke no papel principal.
Em 2015, Almereyda recebeu o prêmio Moving Image Creative Capital. Marjorie Prime (2017), um filme filosófico de ficção científica baseado na peça de Jordan Harrison de mesmo nome, foi novamente exibido no Festival Sundance de Cinema e ganhou o Prêmio Sloan de Longa-Metragem.